# 北里鮎
北里 鮎（きたざと あゆ、7月9日 - ）は、日本の漫画家。熊本県出身。血液型A型。

## 略歴
- 2017年 - 第4回りぼん新人まんがグランプリにおいて、『トゥナイト ボーイフレンド』で準グランプリを受賞しデビューした（当時15歳）[2][3]。

## 作品リスト
全て集英社、マーガレットコミックス（DIGITAL）から刊行されている。
- トゥナイト ボーイフレンド[2][3]（『りぼん』2017年3月号）  - 『月の燃えがら』2巻に併録。
- いとしの捨てねこ（『りぼんスペシャル バニラ』2018年8月夏の大増刊号） - 『月の燃えがら』3巻に併録。
- まばゆくまたたく[4]（『りぼんスペシャル ミント』2020年9月夏の大増刊号） - 『月の燃えがら』4巻に併録。
- キラキラ（『りぼんスペシャル』2019年4月春の大増刊号） - 『月の燃えがら』5巻に併録。
- 『月の燃えがら』全6巻（『マンガmee』2021年2月19日[5] - 2023年5月5日[6]）
  1. 2021年11月25日発売[7][8]、ISBN 978-4-08-844561-8
  2. 2022年1月25日発売[9]、ISBN 978-4-08-844564-9
  3. 2022年3月25日発売[10]、ISBN 978-4-08-844617-2
  4. 2022年5月25日発売[11]、ISBN 978-4-08-844649-3
  5. 2022年11月25日発売[12]、ISBN 978-4-08-844715-5
  6. 2023年6月23日発売[13]、ISBN 978-4-08-844747-6
- 後輩くんの愛しかた[14]（『別冊マーガレット』別冊ふろく『別マBABY vol.23』）
- 『ハンドメイドロマンチック』全2巻（『別冊マーガレット』2024年10月号[15] - 2025年5月号[16]）
  1. 2025年1月23日発売[17][18]、ISBN 978-4-08-843089-8
  2. 2025年6月25日発売[19]、ISBN 978-4-08-843142-0